# Розміщення (комбінаторика)

Всі 60 варіантів розміщення 3 із 5.

В комбінаториці, розміщенням із n елементів по m, або впорядкованою (n, m) вибіркою із множини M (потужність n, m≤n) називають довільний кортеж {\displaystyle (a_{i_{1}},a_{i_{2}},\dots ,a_{i_{m}})} що складається із m попарно відмінних елементів. Розміщення можна розглядати як різнозначну функцію f: {\displaystyle {1,2,\dots ,m}\to M}, для якої {\displaystyle f(j)=a_{i_{j}}}.
Кількість розміщень із n по m позначається як {\displaystyle A_{n}^{m}} або {\displaystyle P(n,m)} і обчислюється за такою формулою:
{\displaystyle A_{n}^{m}=n(n-1)\dots (n-m+1)={\frac {n!}{(n-m)!}}}

## Розміщення з повтореннями
Розміщенням з повтореннями із n елементів по m або впорядкованою (n, m) вибіркою з поверненнями називається довільний кортеж {\displaystyle (a_{1},\dots ,a_{m})} елементів множини M, для якого |M| = n.
Кількість можливих розміщень з повтореннями із n елементів по m дорівнює n піднесене до степеня m:
{\displaystyle {\hat {P}}(n,m)=n^{m}}
Наприклад, із цифр 1, 2, 3, 4 можна скласти {\displaystyle {\hat {P}}(4,3)=4^{3}=64} трьохзначних числа.

## Приклад алгоритму отримання розміщень з повторюваннями на С
```
#include
 
<stdio.h>

#include
 
<math.h>

int
 
main
(
int
 
argc
,
 
char
*
 
argv
[])

{

	
const
 
int
 
len
 
=
 
4
;
		
// довжина розміщення

	
char
 
elements
[]
 
=
 
{
'0'
,
 
'1'
};
	
// елементи в розміщенні

	
int
 
els
 
=
 
(
int
)(
sizeof
(
elements
)
 
/
 
sizeof
(
char
));

	
// кількість розміщень

	
int
 
permutations
 
=
 
(
unsigned
 
int
)
 
pow
((
double
)
els
,
 
len
);

	
char
 
**
table
 
=
 
new
 
char
 
*
[
permutations
];

	
for
(
int
 
i
 
=
 
0
;
 
i
 
<
 
permutations
;
 
++
i
)

		
table
[
i
]
 
=
 
new
 
char
[
4
];

	
for
 
(
int
 
i
 
=
 
0
;
 
i
 
<
 
len
;
 
i
++
)
 
{

		
int
 
t
 
=
 
(
int
)
 
pow
((
double
)
els
,
 
i
);

		
for
 
(
int
 
position_i
 
=
 
0
;
 
position_i
 
<
 
permutations
;)

			
for
 
(
int
 
el_num
 
=
 
0
;
 
el_num
 
<
 
els
;
 
el_num
++
)

				
for
 
(
int
 
repeats
 
=
 
0
;
 
repeats
 
<
 
t
;
 
repeats
++
)
 
{

					
table
[
position_i
][
i
]
 
=
 
elements
[
el_num
];

					
position_i
++
;

				
}

	
}

	
// виведення результату у консоль

	
for
 
(
int
 
i
 
=
 
0
;
 
i
 
<
 
permutations
;
 
i
++
)
 
{

		
printf
(
"%3d - "
,
 
i
 
+
 
1
);

		
for
 
(
int
 
j
 
=
 
0
;
 
j
 
<
 
len
;
 
j
++
)

			
printf
(
"%c "
,
 
table
[
i
][
j
]);

		
printf
(
"
\n
"
);

	
}

	
return
 
0
;

}

```

## Приклад алгоритму отримання розміщень з повторюваннями на С#
```
 
/// <summary>

        
/// 

        
/// </summary>

        
/// <param name="length">Довжина розміщення</param>

        
/// <param name="alphabet">Абетка</param>

        
/// <returns></returns>

        
public
 
IEnumerable
<
string
>
 
Bruteforce
(
int
 
length
,
 
string
 
alphabet
)

        
{

            
if
 
(
length
 
>
 
0
 
&&
 
alphabet
 
!=
 
null
)

            
{

                
int
[]
 
indexes
 
=
 
new
 
int
[
length
];

                
int
 
index
 
=
 
0
;

                
int
 
iteration
 
=
 
0
;

                
// кількість розміщень

                
var
 
permutations
 
=
 
Math
.
Pow
(
alphabet
.
Length
,
 
length
);

                
while
 
(
iteration
 
<
 
permutations
)

                
{

                   
var
 
target
 
=
 
alphabet
[
index
].
ToString
();

                    
// перераховуються перестановки

                    
for
 
(
int
 
i
 
=
 
1
;
 
i
 
<
 
length
;
 
i
++
)

                    
{

                        
if
 
(
indexes
[
i
 
-
 
1
]
 
>=
 
alphabet
.
Length
)

                        
{

                            
indexes
[
i
]
++
;

                            
indexes
[
i
 
-
 
1
]
 
=
 
0
;

                        
}

                        
target
 
+=
 
alphabet
[
indexes
[
i
]
 
<
 
alphabet
.
Length
 
?
 
indexes
[
i
]
 
:
 
0
];

                    
}

                    
indexes
[
0
]
 
=
 
++
index
;

                    
if
 
(
index
 
>=
 
alphabet
.
Length
)
 
index
 
=
 
0
;

                    
// додається результат до колекції

                    
yield
 
return
 
target
;

                    
iteration
++
;

                
}

            
}

        
}

```